# Giorgio Terzi
Giorgio Terzi ist ein italienischer Trickfilmer.
Terzi drehte unter dem Namen Gioacchino Libratti 1974 den Sex-Trickfilm Il nano e la strega, den er auch schrieb und produzierte, nach einer Vorlage des Trickfilmers Gibba, der die damals populäre Welle solcher Werke wie Tarzoon – Schande des Dschungels fortsetzte. Daneben trat er nur noch einmal, 1981, als Produzent eines Sexfilms von Jean-Marie Pallardy in Erscheinung.

## Filmografie
- 1974: Zizi der Größte (Il nano e la strega)